# Hermann Vitalowitz
Hermann Vitalowitz (* 23. Juni 1890; † 4. April 1965) war ein deutscher Zeitungsverleger.

## Leben
Vitalowitz war Inhaber der Zeitungsgroßdruckerei Dr. Hermann Vitalowitz & Co. in München, in der unter anderem die CSU-Parteizeitung Bayernkurier hergestellt wurde.
Vitalowitz trat nach Ende der Mitgliederaufnahmesperre 1937 der NSDAP bei. Er wurde 1947 in Starnberg als "Mitläufer" entnazifiziert. Er war ab 1945 Anteilseigner an der Münchener Zeitungsverlag KG, die die Münchener Zeitung herausbrachte. Er war Gründer der "Neue Münchner Verlags GmbH", die den Münchner Mittag, ab 1947 Münchner Merkur, herausbrachte.
1957 wurde er von Kardinal-Großmeister Nicola Kardinal Canali zum Ritter des Päpstlichen Ritterordens vom Heiligen Grab zu Jerusalem ernannt und am 30. April 1957 in München durch Lorenz Jaeger, Großprior der deutschen Statthalterei, investiert. Er gehörte der Komturei München an. Er war Mitglied der Görres-Gesellschaft.

## Ehrungen
- 1950: Ehrendoktorwürde Dr. theol. honoris causa der Katholisch-Theologischen Fakultät der Universität München
- 1952: Großes Verdienstkreuz des Verdienstordens der Bundesrepublik Deutschland durch Bundespräsident Theodor Heuss
- 1957: Ritter vom Heiligen Grab zu Jerusalem
- 1959: Päpstlicher Geheimkämmerer (Wirklicher Geheimkämmerer, mit Degen und Mantel) durch Papst Johannes XXIII.